# Minerva Foods
Minerva Foods (Minerva S.A.) ist ein brasilianisches Unternehmen der Lebensmittelindustrie mit Sitz in Barretos, São Paulo. Es ist einer der Marktführer in Südamerika bei der Herstellung und Vermarktung von frischem Fleisch (Rindfleisch, Schweinefleisch und Geflügel). Das Unternehmen verfügt über 25 Rinderschlachtbetriebe, davon 10 in Brasilien, 5 in Paraguay, 5 in Argentinien, 3 in Uruguay und 2 in Kolumbien mit einer Gesamtschlachtkapazität von 26.180 Rindern pro Tag und exportiert in mehr als 100 Länder auf fünf Kontinenten. Neben der Verarbeitung von Fleisch ist Minerva Foods im Verkauf von frischem Fleisch, Leder, Nebenprodukten und im Export von lebendem Vieh tätig.
Die Aktien von Minerva Foods sind seit 2007 an der B³ – Brasil Bolsa Balcão (ehemals BM & FBovespa) notiert.

## Geschichte
1924 gründete Antonio de Pádua Diniz die „Charqueada Minerva“ in Barretos. Der Gründer starb im folgenden Jahr und 1926 wurde das Unternehmen mit finanziellen Problemen zur öffentlichen Versteigerung angeboten. Es wurde von Antonio Manço Bernardes in Zusammenarbeit mit Américo Grilli erworben. Nach einer Reform, die die Schlachtkapazität auf 300 Stück pro Tag erhöhte, wurde das Unternehmen 1949 „Slaughterhouse Industrial Minerva“ genannt.
Im Jahre 1957 begann die Familie Vilela de Queiroz mit der Viehzucht und der Erbringung von Logistikdienstleistungen für den Transport von Rindern von landwirtschaftlichen Betrieben zu Schlachthöfen.
1971 wurde das Unternehmen in „Frigorífico Minerva“ umbenannt. In den 1980er Jahren geriet das Unternehmen in finanzielle Schwierigkeiten und ging in Konkurs. 1992 wurde nach der Insolvenz die Firma Frigorífico Minerva von der Familie Vilela de Queiroz übernommen. Diese gründete das Unternehmen Indústria e Comércio de Carnes Minerva Ltda.
Minerva begann 1999 mit dem Erwerb einer Schlacht- und Verarbeitungsanlage in José Bonifécio. Im gleichen Jahr erwarb das Unternehmen eine Verarbeitungs- und Schlachtanlage in José Bonifácio. Im Jahr 2001 wurde eine weitere Schlacht- und Verarbeitungsanlage in Cajamar angemietet. Diese wurde jedoch 2009 geschlossen. Im Jahr 2004 baute das Unternehmen in Palmeiras de Goiás eine neue und moderne Schlacht- und Verarbeitungsanlage. 2006 mietete Minerva eine Schlacht- und Verarbeitungsanlage in Batayporã.
2007 wurde in Barretos im Rahmen eines Joint Venture mit der irischen Firma Dawn Farms mit dem Bau einer Industrieanlage zur Herstellung von gekochtem und gefrorenem Fleisch begonnen. Im selben Jahr begann der Bau einer neuen Einheit in Rolim de Moura und der Erwerb von Industrieanlagen in Araguaína und Redenção. 2008 kaufte Minerva Foods die Fleischverpackungsfirma Lord Meat in Goianésia.
2009 wurde eine Tiefkühlanlage in Barretos als erste Produktionseinheit von Minerva Dawn Farms (Tochtergesellschaft aus dem Joint Venture zwischen Minerva S.A. und Dawn Farms Foods) eingeweiht. Minerva S.A. hält 100 % der Minerva Dawn Farms-Aktien. 2010 wurde ein Werk in Campina Verde erworben, 2011 folgte der Erwerb einer Einheit in Uruguay mit einer Schlachtkapazität von 1400 Rindern/Tag.
2017 Erwerb von JBS Mercosur mit Betriebsstätten in Paraguay, Uruguay und Argentinien vom amerikanischen Unternehmen JBS, dadurch Erhöhung der Schlachtkapazität um 52 %. Minerva Foods unterzeichnete 2019 ein Memorandum zur Gründung eines Joint Ventures in China und ist damit das erste brasilianische Unternehmen, das im Rindfleischvertrieb dieses Landes tätig ist.